# Teddy Scholten
Teddy Scholten-van Zwieteren (ur. 11 maja 1926 w Rijswijk, zm. 8 kwietnia 2010 tamże) – holenderska piosenkarka, reprezentantka Holandii podczas 4. Konkursu Piosenki Eurowizji 1959 roku, który wygrała z utworem „Een beetje”.